# امرأة شابة تحمل مدلاة (لوحة)
امرأة شابة تحمل مِدْلاة (بالهولندية: Jonge vrouw met een medaillon) هي لوحة زيتية بريشة الرسام الهولندي جيرارد فان هونثورست عام 1625 ، أللوحة تصور مُوْمِسة تحمل مِدْلاة ذات صورة مثيرة للمشاهد. أللوحة موجودة في مجموعة متحف سانت لويس للفنون، ميزوري.

## السياق
في المدن الهولندية الرئيسية في القرن السابع عشر، وخاصة في أمستردام، سرعان ما ازدادت ظاهرة الدعارة بشكل هائل، بسبب زيادة عدد رجال السفن، وفائض النساء، وتدفق أعداد كبيرة من المهاجرين من جنوب هولندا نتيجة حرب الثمانين عامًا (1568-1648). أخذه العديد من الفنانين ألامر كموضوع لهم. أمثال جيرارد فان هونثورست، وهندريك تير بروغين، وديرك فان بابورين، وجاكوب أدريانسز باكر، وأبراهام سنابهاين ويوهانس فيرمير، من بين آخرين، عادة ما يكن المُوْمِسات شابات، جميلات وذوات ثياب مرتبة ذات طبيعة غنية. تم تصميمه جيدًا ويرتديًا كذلك قميصًا أبيض مع مشد، ويظهران خطوط العنق المتدلية إلى أقصى الحدود. عادة ما يرتدين خواتم ذهبية وعقود وأقراط من اللؤلؤ. عنصر آخر من الملابس التي يتم ارتداؤها بشكل متكرر هو عصابة الرأس مع لؤلؤة وريش بألوان زاهية، كما يظهر في هذا العمل. غالبًا ما كانت الملابس وغيرها من أدوات التبرج تُستأجر من الخاطبة (أو صاحبة الأرض) وغالبًا ما تؤدي إلى استمرار البغايا بسبب مديونتهن لها والتخلي عن أرباحهن.

## الوصف

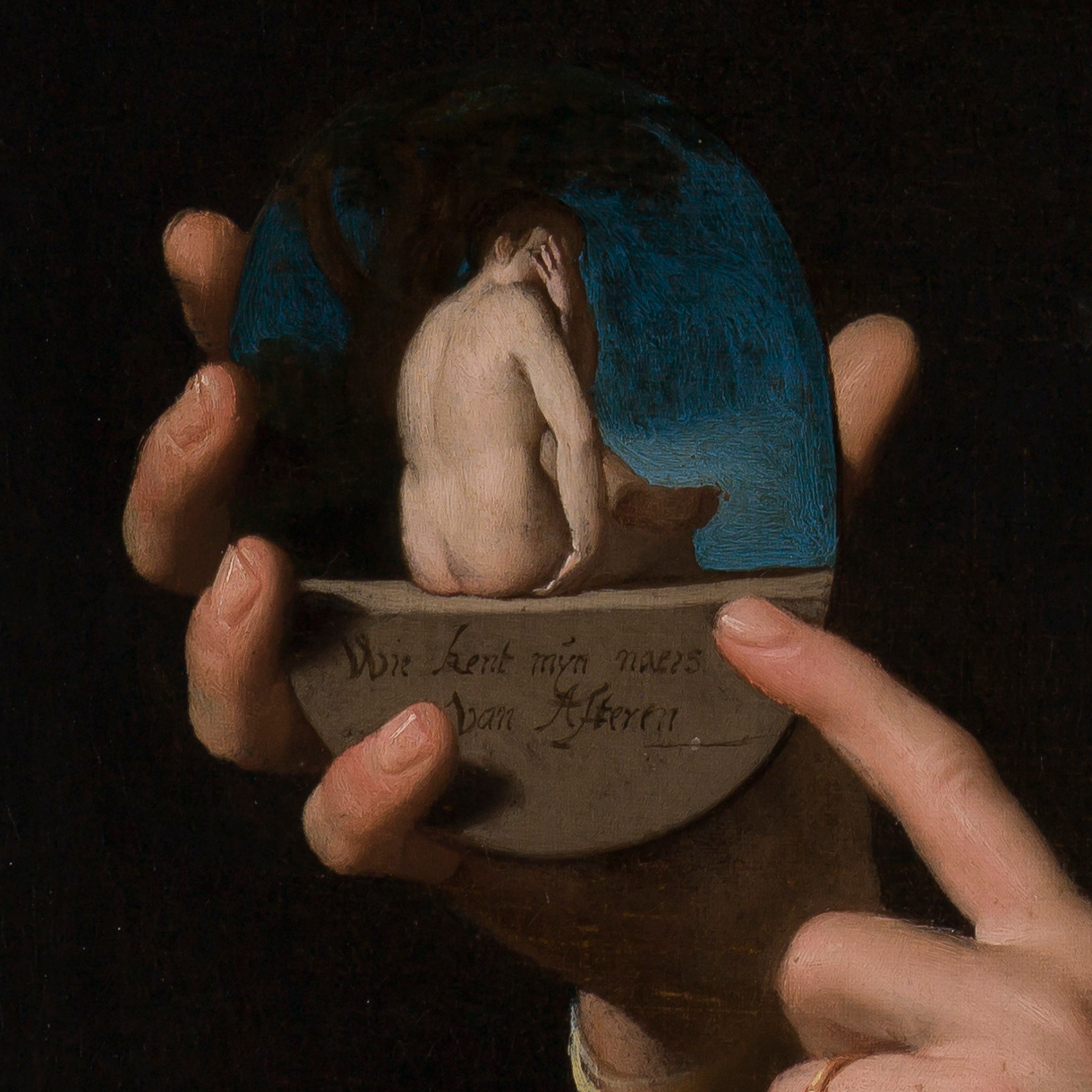
تفاصيل المِدْلاة.

تصور اللوحة امرأة شابة حسنة الصنعة مبتسمة ذات ثديين منتفخين. عينيها على المشاهد، وعه تشير إلى المِدْلاة التي تحملها بيدها اليمنى، والتي تُصور شخصية أنثى عارية جالسة بالقرب من شجرة، تنظر إلى المشاهد من خلال أصابعها، مما يشير إلى كونها تقوم بعمل تخجل منه. تقول الكتابة التوضيحية المبتذلة الموجودة على المِدْلاة، «من يعرف مؤخرتي من الخلف»، وهي عبارة يمكن ربطها بسهولة بالدعارة. الشابة بلا شك مُوْمِسة. في ذلك الوقت، كانت المومسات الأفضل يصورن أنفسهن في كثير من الأحيان من أجل إظهار أنفسهن للعملاء. من أجل الترويج لأنفسهم، غالبًا ما استخدموا شيئًا رمزيًا، على سبيل المثال ميدالية أو شيء به نقش.

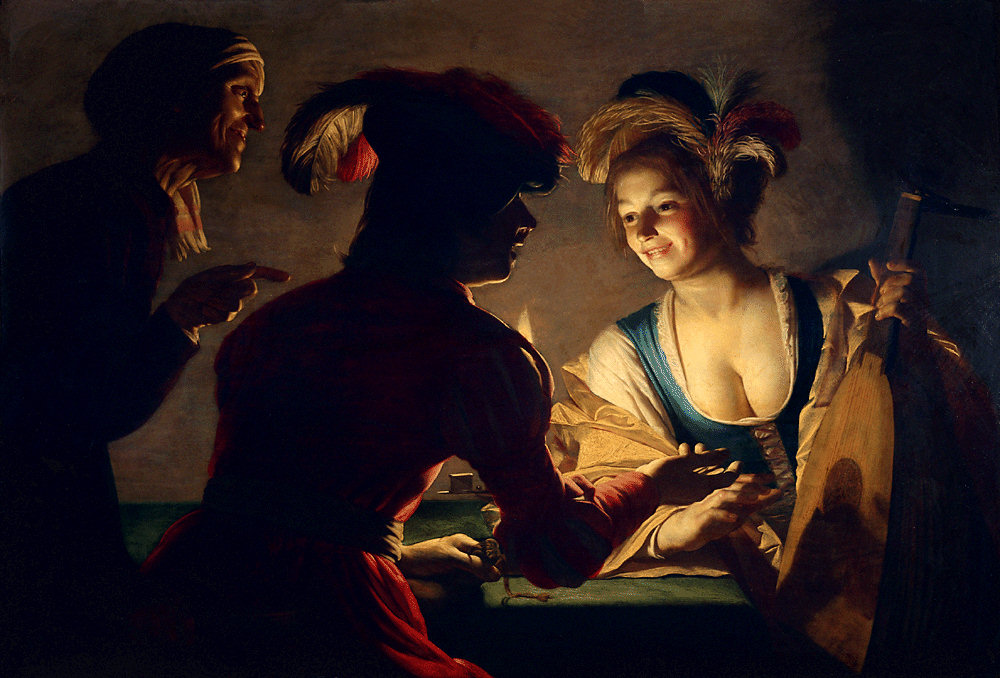
لوحة الخاطبة بريشة جيرارد فان هونثورست 1625

في حالة فان هونثورست، فإن الافتراض القائل بأن المرأة الشابة ذات المِدْلاة هي عاهرة يتجلى مرة أخرى في حقيقة أن النموذج، الذي يرتدي نفس الملابس تقريبًا، يمكن رؤيته أيضًا في لوحة الخاطبة من قبل جيرارد فان هونثورست، أيضًا من عام 1625.

### الأسلوب
رسم فان هونثورست الصورة بعد سنوات قليلة من عودته من إيطاليا إلى أوتريخت عام 1620. من حيث الأسلوب، تُظهر اللوحة بوضوح تأثير كارافاجيو، لا سيما في استخدام أسلوب الجلاء والقتمة. يتناقض وجه المرأة شديد الإضاءة والصدر مع الخلفية الداكنة تمامًا. من خلال الاستخدام الماهر للغاية للظلال وتكوين الألوان المتوازنة، يخلق الفنان جو ثلاثي الأبعاد وإحساسًا بالوجود. التأثير واقعي للغاية، مع أناقة فنية مميزة، عديمة الخشونة.

## تاريخ
كانت لوحة «امرأة شابة تحمل مدلاة» غير معروفة في عالم الفن لعدة قرون ولم يتم التعرف عليها حتى عام 1922  ، عندما ظهرت في معرض كولناغي وسكوت لبيع الأعمال الفنية في لندن. انتهى بها الأمر تحت مطرقة المزاد في كريستيز في عام 1954. هناك تم الحصول عليها من قبل متحف سانت لويس للفنون، حيث لا تزال هناك حتى اليوم.

## الرسام

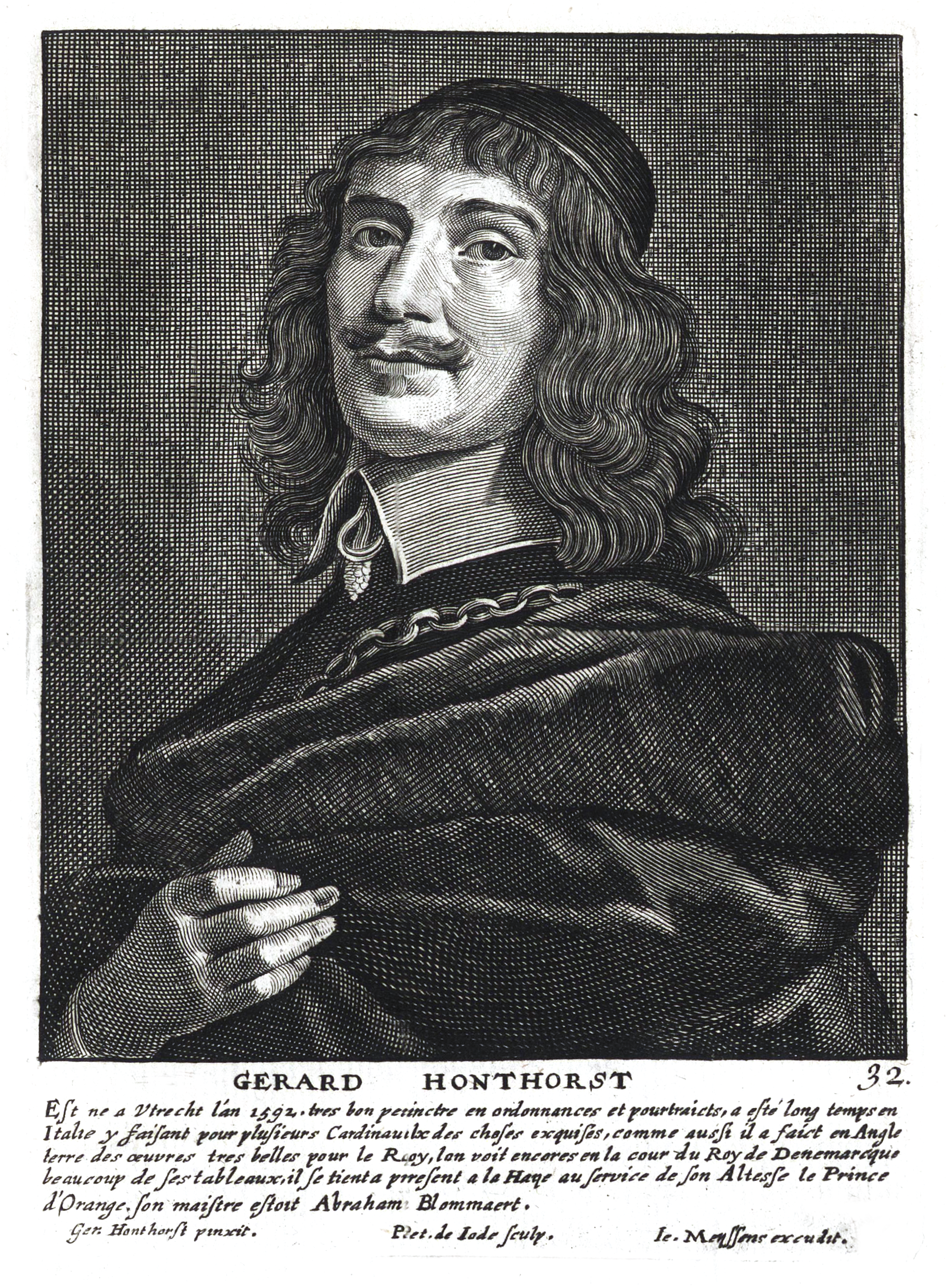
جيرارد فان هونثورست

جيرارد فان هونثورست وهو رسام هولندي ولد في يوم 4 نوفمبر 1592، خلال مهنته زار روما وتعلم هناك الرسم، وكان كارافاجيو من أشهر ألذين تعلم الرسم منه وثم عاد إلى هولندا وواصل مهنة الرسم هناك وإختص برسم البورتريه الشخصيات وتوفي في يوم 27 أبريل 1656.